# Dupleix (croiseur cuirassé)
Pour les autres navires du même nom, voir Dupleix (navire).
Le croiseur cuirassé Dupleix est le navire de tête de la classe Dupleix, construite pour la Marine française au début du XXe siècle.

## Carrière
Il porte le nom de Joseph François Dupleix. Le croiseur cuirassé fait ses essais à Cherbourg. De 1905 à 1910, le Dupleix est mis en réserve. Puis, il est envoyé en Extrême-Orient dans la division navale du contre-amiral Marie De la Croix de Castries. En 1914, il fait partie de l'escadre de l'amiral Jerram à Hong Kong. Cette même année, il arraisonne des navires de commerce allemands comme le Senegambia et le cargo Ferdinand Laeisz. Puis, il rentre à Toulon. Il participe au bombardement de Bodrum en mai 1915. En 1916, il subit des réparations à Lorient et part pour la protection du canal de Suez.
Il est mis en réserve à Dakar le 15 octobre 1917. Il rentre à Brest pour être désarmé, puis rayé du service actif en 1919. De 1920 à 1922, il est basé à Landévennec avant d'être démantelé à Brest en 1923.